# Charlie Ward (Basketballspieler)
Charlie Ward (* 12. Oktober 1970 in Thomasville, Georgia) ist ein ehemaliger US-amerikanischer Basketball- und American-Football-Spieler. Als Quarterback der Florida State University gewann er 1993 die Heisman Trophy im College Football. Trotzdem entschied er sich gegen eine Karriere in der National Football League (NFL) und wählte stattdessen eine Karriere als Basketballer in der National Basketball Association (NBA).
In der NBA Draft 1994 wählten ihn die New York Knicks als 26. Spieler in der ersten Runde aus. An der Seite von Patrick Ewing erreichte Ward mit den Knicks die NBA Finals 1999, wo sie gegen die San Antonio Spurs verloren.
Im Januar 2004 tauschten die Knicks Charlie Ward – zusammen mit Antonio McDyess, Howard Eisley, Maciej Lampe, den Rechten an Miloš Vujanić, zwei Erstrunden-Draftrechten und Geld – zu den Phoenix Suns. Im Gegenzug erhielten die Knicks Stephon Marbury, Penny Hardaway und Cezary Trybański. Bereits einen Tag nach diesem Tausch wurde Ward von den Suns entlassen. Wenige Tage später wechselte er zu den San Antonio Spurs, für die er bis zum Ende der Saison spielte.
Vor der Saison 2004/05 wechselte er zu den Houston Rockets, wo er 2005 seine Profikarriere beendete.